# Коломбо (сезон 2)
Второй сезон американского телесериала «Коломбо», премьера которого состоялась на канале NBC 17 сентября 1972 года, а заключительная серия вышла 25 марта 1973 года, состоит из 8 эпизодов.

## Период трансляции
Сезон первоначально транслировался по воскресеньям в 8:30—10:00 (EST) в рамках «The NBC Mystery Movie».

## Релиз на DVD[2]
Сезон был выпущен на DVD Universal Home Video.

## Эпизоды[3]
| № в сериале | № в сезоне | Название                                                   | Режиссёр          | Автор сценария                                                                       | Убийцу играет                  | Жертву(ы) играет                | Дата премьеры    | Длительность |
| --- | ---------- | ---------------------------------------------------------- | ----------------- | ------------------------------------------------------------------------------------ | ------------------------------ | ------------------------------- | ---------------- | ------------ |
| 10 | 1          | «Этюд в чёрных тонах» «Étude in Black»                     | Николас Коласанто | Сюжет : Ричард Левинсон и Уильям Линк Телесценарий : Стивен Бочко                    | Джон Кассаветис                | Анжанетт Комер                  | 17 сентября 1972 | 98 мин       |
| Молодая пианистка Дженнифер Уэллес настаивает на законном браке с женатым дирижёром Алексом Бенедиктом, угрожая, в противном случае, предать огласке их любовную связь. Не желая скандала, мужчина убивает девушку, при этом маскируя убийство под самоубийство, однако допускает ошибку, которую замечает лейтенант Коломбо. |            |                                                            |                   |                                                                                      |                                |                                 |                  |              |
| 11 | 2          | «Смерть в оранжерее» «The Greenhouse Jungle»               | Борис Сагал       | Джонатан Латимер                                                                     | Рэй Милланд                    | Брэдфорд Диллман                | 15 октября 1972  | 73 мин       |
| Коллекционер редких орхидей Джарвис Гудленд вместе со своим племянником Тони инсценирует похищение последнего, чтобы расхитить трастовый фонд. После того, как выкуп был получен, дядя убивает племянника. Не желая делиться с женой Тони, Джарвис Гудленд подбрасывает ей орудие убийства, чтобы подозрение пало на неё. |            |                                                            |                   |                                                                                      |                                |                                 |                  |              |
| 12 | 3          | «Смертельная развязка» «The Most Crucial Game»             | Джереми Каган     | Джон Т. Дуган                                                                        | Роберт Калп                    | Дин Стоквелл                    | 5 ноября 1972    | 73 мин       |
| Молодой повеса Эрик Вагнер унаследовал от отца футбольную команду «Лос-Анджелес Рокетс». Но его отношение к делу не устраивает Пола Хенлона, тренера команды, который считает, что у Вагнера не хватает амбиций. Хенлон, мечтающий о создании спортивной империи, убивает Эрика Вагнера и обставляет убийство как несчастный случай. При этом он умело маскирует следы и улики. Однако Коломбо, расследующий странную смерть, быстро определяет, что это умышленное убийство. |            |                                                            |                   |                                                                                      |                                |                                 |                  |              |
| 13 | 4          | «Из любви к искусству» «Dagger of the Mind»                | Ричард Куайн      | Сюжет : Ричард Левинсон и Уильям Линк Телесценарий : Джексон Гиллис                  | Ричард Бейсхарт и Онор Блэкман | Джон Уильямс, Уилфрид Хайд-Уайт | 26 ноября 1972   | 93 мин       |
| Владелец театра Роджер Хавершем затевает ссору с актёром Королевской шекспировской труппы Николасом Фреймом и его женой Лилиан Стэнхоуп. В ходе стычки Лилиан случайно убивает его. Чтобы скрыть убийство, супруги помещают тело в багажник автомобиля, отвозят в дом убитого, где инсценируют его падение с лестницы. В это время Коломбо находится с визитом в Лондоне, куда прибыл по приглашению старшего суперинтенданта Скотланд-Ярда Уильяма Дёрка. Коломбо начинает расследование странной смерти владельца театра. Вскоре происходит ещё одно убийство. |            |                                                            |                   |                                                                                      |                                |                                 |                  |              |
| 14 | 5          | «Реквием для падающей звезды» «Requiem for a Falling Star» | Ричард Куайн      | Джексон Гиллис                                                                       | Энн Бакстер                    | Пиппа Скотт                     | 21 января 1973   | 73 мин       |
| Джин Дэвис работает секретарём у стареющей кинозвезды Норы Чандлер. Она помолвлена со скандально известным писателем Джерри Парксом, который имеет компрометирующую информацию о Норе. Паркс требует большие деньги за молчание, и Нора для виду соглашается, намереваясь избавиться от шантажиста. В тот же вечер Нора, видя заехавшую в гараж машину Паркса, обливает гараж бензином и поджигает его. Но она не подозревает, что Дэвис на вечер поменялся автомобилями со своей невестой и вместо Паркса погибает Джин. Коломбо начинает расследование этого преступления. |            |                                                            |                   |                                                                                      |                                |                                 |                  |              |
| 15 | 6          | «Звено в преступлении» «A Stitch in Crime»                 | Хай Авербэк       | Ширл Хендрикс                                                                        | Леонард Нимой                  | Энн Фрэнсис, Джаред Мартин      | 11 февраля 1973  | 73 мин       |
| Доктор Барри Мэйфилд и его руководитель доктор Хайдеманн совершают значительное открытие в кардиохирургии. Мэйфилд хочет немедленно опубликовать сообщение об этом открытии, а Хайдеманн настаивает на продолжении исследований. Но Мэйфилд не намерен ждать. Вскоре у Хайдеманна случается сердечный приступ, и ему требуется неотложная помощь. Мэйфилд, планируя избавиться от своего несговорчивого наставника, выполняет операцию на сердце и намеренно использует не подходящий для этого шовный материал. Однако медсестра Шэрон Мартин раскрывает преступный умысел хирурга. Тогда Мэйфилд убивает Шэрон и фабрикует улики против её приятеля Гарри Александра, бывшего наркомана. Пока Коломбо расследует убийство медсестры, Мэйфилд убивает Гарри. К тому же приближается день, когда нитки на сердце доктора Хайдеманна должны дать свой смертельный результат. |            |                                                            |                   |                                                                                      |                                |                                 |                  |              |
| 16 | 7          | «Самый опасный матч» «The Most Dangerous Match»            | Эдвард М. Абрамс  | Сюжет : Джексон Гиллис и Ричард Левинсон и Уильям Линк Телесценарий : Джексон Гиллис | Лоуренс Харви                  | Джек Крушен                     | 4 марта 1973     | 73 мин       |
| Гроссмейстер Эммет Клейтон боится проиграть титул чемпиона шахматисту из Восточной Европы, Томлину Дудеку. Накануне их матча Клейтон пытается убить его, но тяжело раненный Дудек всё-таки выживает. Отчаявшийся Клейтон планирует отравить своего соперника в больнице, прежде чем он сможет прийти в себя и дать показания лейтенанту Коломбо, расследующему это преступление. |            |                                                            |                   |                                                                                      |                                |                                 |                  |              |
| 17 | 8          | «Двойной удар» «Double Shock»                              | Роберт Батлер     | Сюжет : Джексон Гиллис и Ричард Левинсон и Уильям Линк Телесценарий : Стивен Бочко   | Мартин Ландау в двойной роли   | Пол Стюарт, Джули Ньюмар        | 25 марта 1973    | 73 мин       |
| Пожилой миллионер Клиффорд Пэрис помолвлен с Лизой Чэмберс, которая годится ему во внучки. Это не устраивает его племянников, близнецов Норманна и Декстера, рассчитывающих на наследство. Они решаются на убийство. Перед Коломбо встаёт непростая задача — братья обвиняют друг друга, и у обоих есть серьёзные мотивы. Всё усложняется тем, что адвокат Клиффорда, Майкл Хэтэуэй, не скрывает, что его душеприказчик уже переписал завещание в пользу своей невесты. Однако и она вскоре погибает |            |                                                            |                   |                                                                                      |                                |                                 |                  |              |

## Награды и номинации
| Премия                  | Дата церемонии      | Номинация                                           | Номинант    | Результат |
| ----------------------- | ------------------- | --------------------------------------------------- | ----------- | --------- |
| Премия «Золотой глобус» | 28 января 1973 года | Лучший телевизионный сериал (драма)                 | «Коломбо»   | Победа    |
| Премия «Золотой глобус» | 28 января 1973 года | Лучшая мужская роль в телевизионном сериале (драма) | Питер Фальк | Победа    |

## Примечание
1. The NBC Mystery Movie[1]
2. Univers Pictures Home Entertaimont / Columbo [2]
3. Prime Video / Columbo[3]